# Tahir Abu Zajd
Amir Tahir Abu Zajd Sajjid, Amer Taher Abouzaid Sayed (ar. طاهر أبو زيد, ur. 1 kwietnia 1962 w Asjut) – egipski piłkarz grający w trakcie kariery na pozycji pomocnika.

## Kariera klubowa
Przez całą karierę piłkarską Abu Zajd związany był z klubem Al-Ahly Kair. W 1980 roku zadebiutował w jego barwach w pierwszej lidze egipskiej i z czasem stał się jego podstawowym zawodnikiem. W 1981 roku zdobył swój pierwszy Puchar Egiptu oraz wywalczył swoje pierwsze mistrzostwo Egiptu. W 1982 roku zwyciężył z Al-Ahly w Afrykańskiej Lidze Mistrzów (3:0 i 1:1 w finale z Asante Kotoko), a w 1987 roku wygrał ją po raz drugi (0:0 i 2:0 w finale z Al-Hilal Omdurman z Sudanu). W swojej karierze jeszcze pięciokrotnie zostawał mistrzem kraju w latach 1982, 1985-1987 i 1989 oraz siedmiokrotnie puchar kraju w latach 1983-85, 1989 i 1991-93. Natomiast w latach 1984-86 i 1993 sięgnął z Al-Ahly po Afrykański Puchar Zdobywców Pucharów. Karierę piłkarską zakończył w 1993 roku w wieku 31 lat.
W 1984 roku Abu Zajd zajął 2. miejsce w plebiscycie France Football na Piłkarza Roku w Afryce. W 1986 roku w tym samym plebiscycie był 3., a w 1987 roku ponownie 2.

## Kariera reprezentacyjna
W reprezentacji Egiptu Abu Zajd zadebiutował w 1982 roku. W 1990 roku został powołany przez selekcjonera Mahmouda El-Gohary'ego do kadry na Mistrzostwa Świata we Włoszech. Tam rozegrał jedno spotkanie grupowe, z Irlandią (0:0). W swojej karierze grał także w Pucharze Narodów Afryki 1984 (4. miejsce i król strzelców z 4 golami) i Pucharze Narodów Afryki 1986 (mistrzostwo Afryki i wiecekról strzelców z 3 golami). Był także królem strzelców młodzieżowych Mistrzostw Świata w 1981 roku w Australii.

## Działalność polityczna
W 2013 został ministrem sportu w rządzie Hazima al-Biblawiego.